# Herbert Ferber
Pour les articles homonymes, voir Ferber.
Herbert Ferber, né le 30 avril 1906 à New York (États-Unis) et mort le 20 août 1991 à North Egremont (Massachusetts), est un sculpteur américain.
Ferber est un représentant important de l'art abstrait après la Seconde Guerre mondiale.

## Biographie
Ferber étudie d'abord é la dentisterie avant d'étudier l'art à l’université Columbia jusqu'en 1927 et la sculpture de 1927 à 1930 au Beaux Art Institute of Design de New York. En 1930, il fréquente la National Academy of Design à New York.
Herbert Ferber a assisté au premier Congrès des artistes américains en 1936 et est devenu membre de l'Union des artistes.